# Ідріс II (емір Малаги)
Ідріс II (араб. إدريس العالي بالله; бл. 1030 — 3 квітня 1055) — 5-й емір Малазької тайфи в 1042—1047 і 1053—1054 роках.

## Життєпис
Походив з династії Хаммудидів. Син Ях'ї I, еміра Малазької тайфи, та Фатіми (доньки Аль-Касіма аль-Мамуна, кордовського халіфа). Народився близько 1030 року. 1035 року помирає його батько. Виховувався в Сеуті.
1040 року, коли його зведений брат Гасан захопив владу в тайфі, Ідріса було викликано до Малаги, де оголошено спадкоємцем, але незабаром запроторено до в'язниці. Перебував тут до 1042 року, коли Ная аль-Саклабі, узурпатора, було вбито берберами. Ідріса тоді ж оголошено новим еміром.
У 1046  під час полювання Ідріса II його стриєчний брат Мухаммед повстав в фортеці Айр. Емір рушив до Малаги, але тамтешнє населення перейшло на бік заколотника. У 1047 році зібрав війська в Баштірі, звідки за допомоги Бадіса ібн Хабуса, еміра Гранади, спробував захопити Малагу, проте невдало.
Слідом за цим колишній емір перебрався до Сеути, але зрештою мусив залишити це місто. Він оселився в Рондаській тайфі. У 1053 році після смерті еміра Ідріса III зумів повернути владу в Малазі. Разом з тим зріс вплив Бадіса ібн Хабуса. Помер Ідріс II 1055 року. Йому спадкував син Мухаммед II.